# Mark Shuttleworth

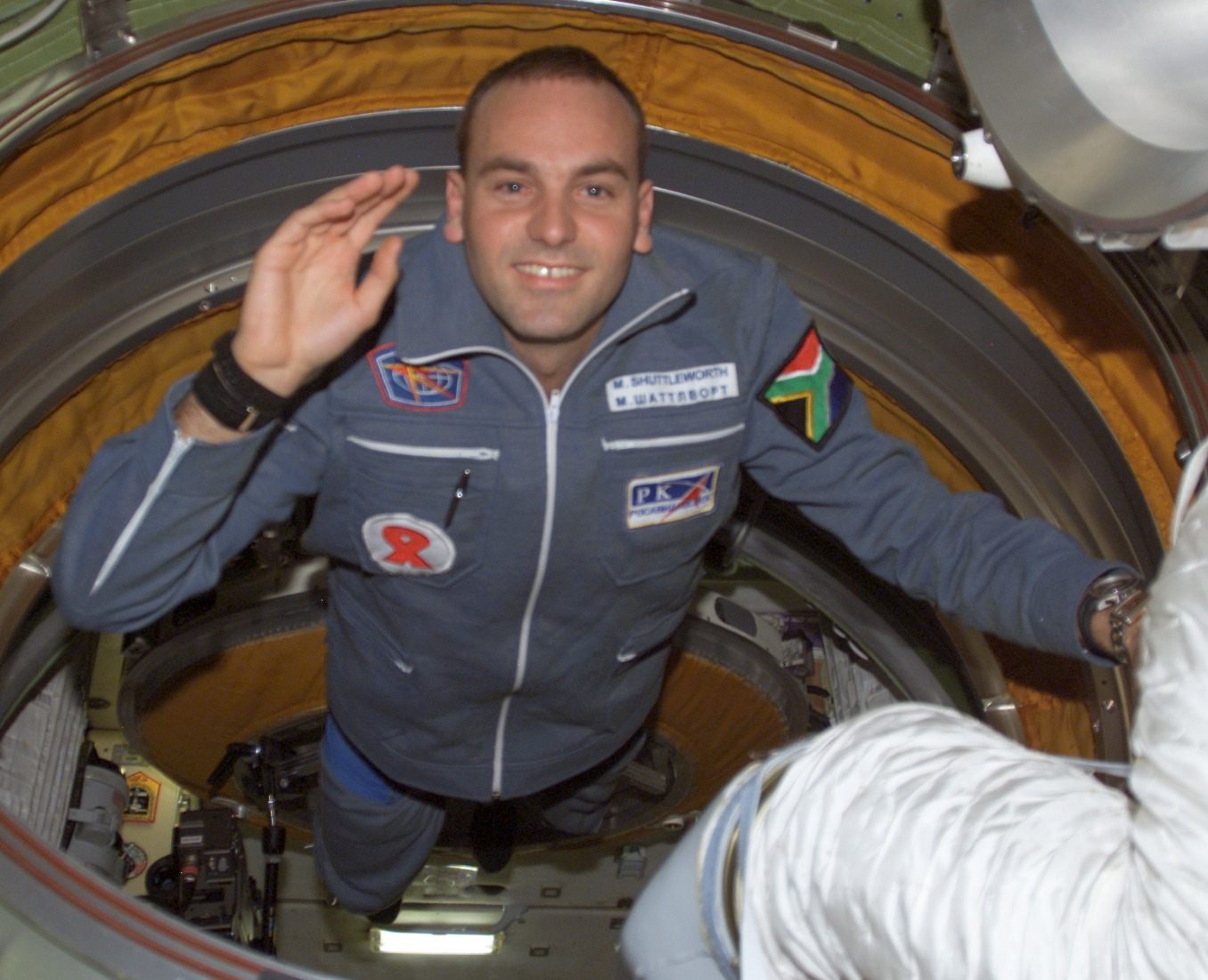
Mark Shuttleworth (2002)

Mark Richard Shuttleworth (Welkom, 18 september 1973) is een Zuid-Afrikaans ondernemer. Hij werd de eerste Afrikaan in de ruimte, toen hij in 2002 als de tweede zelfgefinancierde ruimtetoerist meereisde met de Sojoez-TM 34 naar het internationaal ruimtestation.
Shuttleworth werd geboren in Welkom, een dorp in Zuid-Afrika en groeide op in Kaapstad. In 1995, het laatste jaar van zijn studie, richtte hij een bedrijf op genaamd Thawte. Dit bedrijf specialiseerde zich al snel in producten gericht op de veiligheid op het internet. In 1999 werd Thawte overgenomen door Verisign. Deze deal leverde Shuttleworth zo'n 575 miljoen dollar op. In 2000 startte hij een nieuw bedrijf genaamd HBD waarmee hij investeert in Zuid-Afrikaanse bedrijven. In 2001 richtte hij de Shuttleworth Foundation op waarmee hij het Zuid-Afrikaanse onderwijs probeert te verbeteren.

## Linux
Al in de jaren negentig was Shuttleworth actief als ontwikkelaar bij Debian, een Linuxdistributie. In 2004 kwam Shuttleworth in aanraking met de ontwikkeling van Ubuntu, een Linuxdistributie die van Debian afstamt waarna hij in 2005 de Ubuntu Foundation oprichtte, een organisatie die de ontwikkeling van Ubuntu op de lange termijn moet verzekeren. Hij investeerde al meteen 10 miljoen dollar in dit fonds.